# Dinotrema tosgonii
Dinotrema tosgonii är en stekelart som beskrevs av Papp 1999. Dinotrema tosgonii ingår i släktet Dinotrema och familjen bracksteklar. Inga underarter finns listade i Catalogue of Life.